# Hermeuptychia hermes
Espèce
Hermeuptychia hermes  est une espèce de papillons de la famille des Nymphalidae et de la sous-famille des Satyrinae, de la tribu des Satyrini, de la sous-tribu des Euptychiina. C'est l'espèce type pour le genre.

## Dénomination
L'espèce Hermeuptychia hermes  a été décrite par l'entomologiste danois Johan Christian Fabricius en 1775, sous le nom initial de Papilio hermes.

### Synonymie
- Papilio hermes (Fabricius, 1775) - protonyme
- Papilio camerta (Cramer, 1780) [2]
- Oreas canthe (Hübner, 1811)
- Euptychia hermessa (Hübner, 1819)
- Euptychia nana (Möschler, 1877)
- Euptychia camerta (Godman & Salvin, 1880) [3]
- Hermeuptychia f. hermesina (W.Forster, 1964)
- Hermeuptychia hermes isabella (Anken, 1994)
- Cissia hermes [4]

### Nom vernaculaire
Hermeuptychia hermes se nomme Hermes Satyr en anglais.

## Écologie et distribution
Hermeuptychia hermes est présent au Texas, au Mexique, au Brésil, en Bolivie, au Surinam et en Guyane

### Biotope
Hermeuptychia hermes réside en lisière des sous-bois humides et denses, les larves sont sur les Poaceae.

### Protection
Pas de statut de protection particulier